# Східне протестантське християнство
Термін Східне протестантське християнство (або східне реформатське християнство), як і східне протестантське християнство, охоплює цілий ряд різнорідних протестантських християнських конфесій, що розвинулися за межами Оциденту, починаючи з другої половини XIX століття, і все ж зберігаючи елементи східного християнства, різною мірою. Більшість із цих конфесій виникли, коли існуючі протестантські церкви прийняли реформаційні варіанти православної християнської літургії та богослужінь; в той час як інші є результатом реформування православних християнських вірувань та звичаїв, натхненних вченнями західних протестантських місіонерів.  Деякі східні протестантські церкви спілкуються з подібними західними протестантськими церквами. Однак східне протестантське християнство всередині себе не має єдиного євхаристійного спілкування. Це пов’язано з різноманітними політиками, практиками, літургіями та орієнтацією конфесій, які підпадають під цю категорію.

## Список церков
- Вірменська євангельська церква
- Ассирійська євангельська церква
- Ассирійська церква п’ятидесятників
- Східна церква віруючих Індії
- Спільнота східних обрядів у Німеччині та Чехії
- Євангельська баптистська церква Грузії
- Євангелічна церква Аугсбургської конфесії в Словенії
- Євангельська православна церква
- Косовська протестантська євангельська церква
- Сирійська церква Мар Томи
- Пент'айський рух Ефіопії та Еритреї
- Російська Євангельська Церква[5]
- Товариство англіканства східного обряду
- Євангелічна церква св. Томи в Індії
- Товариство Святого Валентина
- Українська лютеранська церква

## Українська лютеранська церква
Лютеранство візантійського обряду відноситься до лютеранських церков, таких як Церкви України та Словенії, які використовують у якості своєї літургії форму візантійського обряду. Він унікальний тим, що заснований на східно-християнському обряді, який використовувала Східна православна церква, включаючи богослов'я з Богослужіння, що містяться у Формулі Missae, базових текстах для лютеранських літургій на Заході. 

## Сирійська Церква Мар Томи

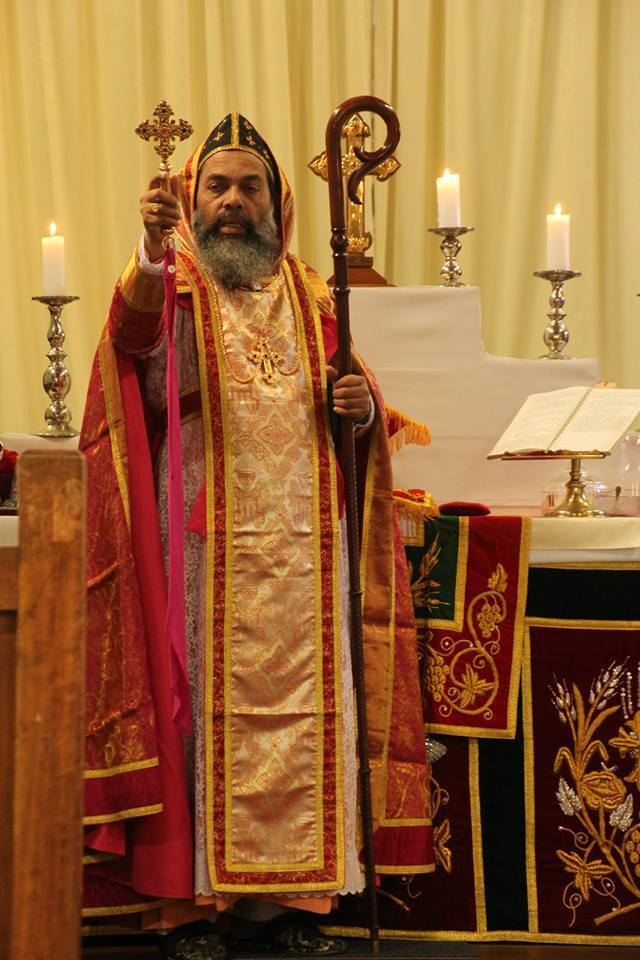
Єпископ Сирійської церкви Мар Томи в літургійних ризах

Церква Мар Томи бере свій початок у реформаційному русі в Маланкарській церкві у другій половині XIX століття. На той час Індія була частиною Британської імперії та Маланкарської церкви з її східними православними традиціями під керівництвом Сирійського православного патріархату в Антіохії. Одночасно англіканські місіонери з Англії прибули в Південну Індію на місію допомоги церкві Маланкари. Вони стали викладачами в семінарії Церкви і зробили Біблію доступною на малаяламській мові. Натхненні вченнями місіонерів та вбираючи в них ідеї протестантської Реформації, кілька священиків під проводом Авраама Малпана ініціювали реформацію, засновану на Біблії. Авраам Малпан також зумів домогтися свого племінника диякона Матея, висвяченого на єпископа Метьюса Мара Афанасія, Антіохійським патріархом. Але багато хто виступив проти реформ. Групи за і проти реформ брали участь у судових спорах щодо Церкви та її майна. Вони закінчились у 1889 році вироком на користь патріаршої фракції. Згодом реформована фракція стала незалежною церквою. Зберігаючи багато сирійських високих церковних практик, церква Мар Томи реформується у своїх теологіях та доктринах. У ньому використовується реформований варіант Літургії святого Якова з великою кількістю частин місцевою народною мовою. Церква Мар Томи знаходиться в євхаристійному спілкуванні з англіканською спільнотою та підтримує дружні стосунки з багатьма іншими церквами.

## Євангелічна церква Святого Томи в Індії
Індійська євангелічна церква св. Томи (STECI) - євангельська єпископська конфесія, що базується в штаті Керала, Індія. Походить від розколу в Сирійській церкві Маланкари Мар Тома в 1961 році. STECI вважає, що Біблія - це натхнене, безпомилкове і непомильне Слово Боже. Прихильники вірять, що в Біблії наведено все, що потрібно для спасіння та праведного життя. Церква займається активною євангелізацією. Штаб-квартира цієї церкви знаходиться в Тіруваллі, місті в штаті Керала, яке є частиною Південної Індії.

## Східна церква віруючих Індії
Східна церква віруючих (раніше Церква віруючих) - християнська конфесія, коріння якої сягає п’ятидесятництва, базується в штаті Керала, Індія. Відтепер ця деномінація прийняла кілька елементів східнохристиянського культу та практики, такі як використання помазаних святих олій, але дотримуючись принципу sola scriptura.  Її назву було офіційно змінено на Східна церква віруючих у 2017 році, щоб "краще виразити своє коріння в давній та православній вірі". 

## Англіканство східного обряду
Товариство англіканства східного обряду (SERA) - це організація, яка працює з метою сприяння та підтримання руху до усталеного східного обряду в англіканському спілкуванні. Створена в 2013 році, вона сформулювала англо-православну божественну літургію. Він заснований на Божественній літургії святого Іоанна Златоуста та використовується суспільством.

## Ассирійська євангельська церква
Ассирійська євангельська церква - це близькосхідна церква, яка досягла церковної незалежності від пресвітеріанської місії в Ірані в 1870 р.  До її складу входять переважно етнічні асирійці, що говорять на сході арамейської мови, які спочатку були частиною Ассирійської церкви Сходу та її відгалужень або Сирійської православної церкви. Вони, як і інші ассирійські християни, іноді є об'єктами переслідувань з боку ворожих урядів та сусідів.

## Ассирійська церква п’ятидесятників
Ассирійська церква п’ятидесятників - це християнська деномінація п’ятидесятників, яка виникла в 1940-х роках серед асирійського народу Ірану та поширилася серед етнічних ассирійців в Іраку, Туреччині та Сирії. Вони є носіями ассирійської неоарамейської мови і використовують її як свою літургійну мову. Вони також використовують сирійську арамейську Біблію. Більшість її членів спочатку були частиною Ассирійської церкви Сходу та її відгалужень або Сирійської православної церкви.Повідомлялося також про випадки переслідування проти них.

## П'ент'айський рух Ефіопії та Еритреї
П'ент'ай - це амхарський та тигрінський мовні терміни для євангельських християн в Ефіопії та Еритреї. На цей рух вплинули основні православні християнства цих країн, а також п’ятидесятництво. Оскільки протестантизм є відносно новим в Етіопії, більшість П'ент'аїв - це колишні православні християни. Багато з цих груп описують свої релігійні звичаї як культурно православні, але протестантські за вченням. Конфесії П'ент'ай можуть становити до 19% населення Ефіопії, будучи незначною меншиною в Еритреї.

## Гібридизація західного євангелізму зі східно-візантійськими традиціями
Євангельська православна церква - це християнська конфесія, яка поєднує євангельський протестантизм із рисами східного православ’я. Цей рух розпочався в 1973 році як мережа домашніх церков, створена Кампус-Хрестовим походом для місіонерів Христа, у США. Засновники Пітер Е. Гілквіст, Джек Спаркс, Джон Браун та Дж. Р. Баллу хотіли відновити християнство до його первісної форми, спираючись на праці перших отців Церкви. Отже, вони стояли в колі і самовисвячували один одного, створюючи утворення, яке називається Апостольський Порядок Нового Завіту (NCAO). Їхні власні конструкції історії Церкви призвели до прийняття дещо літургійної форми богослужіння та викликали потребу в апостольській спадкоємності. У 1977 році перший контакт зі Східною Православною Церквою започаткований через православного семінариста о. Джон Бартке. У 1979 році була організована Євангельська православна церква (ЄПЦ). ЄПЦ переслідувала різні шляхи отримання єпископства, включаючи візит до Константинопольського патріарха, але безрезультатно. Нарешті вони зустріли патріарха Антіохійського Ігнатія IV під час його історичного візиту до Лос-Анджелеса, який виявився успішним. Цю зустріч влаштував о. Джон Бартке, який пізніше служив основним посередником між ЄПЦ та Антіохійською православною архієпархією. Не зумівши повністю примирити євангелізм і православ'я, багато членів ЄПЦ офіційно приєдналися до Антіохійської православної християнської архієпархії Північної Америки в 1987 році. Деякі інші приєдналися до православної церкви Америки. Решта залишилася незалежною і продовжує діяти як Євангельська православна церква.

## Ледстадіанство (апостольське лютеранство)
У крайній півночі Скандинавського півострова є Саами, деякі з яких практикують форму лютеранства називається Апостольським лютеранство або Лестадіанство, створеному завдяки зусиллям Ларс Леві Лестадіус. Однак інші є православними за релігією. Деякі апостольські лютерани розглядають свій рух як частину безперервної лінії від Апостолів. У Росії ледстадяни лютеранського походження співпрацюють з Інгріанською церквою, але оскільки лестадіанство є міжконфесійним рухом, деякі є східними православними. Східно-православні лестадіанці відомі як Ушковайзет. 